# Cladophorales
Cladophorales es un orden de algas verdes, en concreto la Ulvophyceae.

## Familias
- Cladophoraceae
- Siphonocladaceae
- Valoniaceae
- Arnoldiellaceae
- Anadyomenaceae